# ハブ (ネットワーク機器)

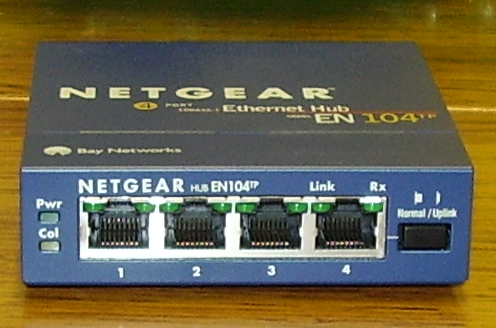
ハブ

ハブ(hub)とは、スター型物理トポロジを取るネットワークにおいて中心に位置する集線装置である。ハブという名前の由来は『車輪の中心』からきている。
イーサネット、トークンリング、FDDIなどさまざまなネットワーク規格に存在する機器だが、ネットワーク分野において単にハブというとイーサネット（10BASE-T、100BASE-TX など）で使われる集線装置を指す。

## ハブの機能
ハブの中には多機能なものもあるが、主要な機能は以下の二つである。
- リタイミング機能

電送信号は伝送中にケーブル内で減衰、波形の歪み、ジッタの増加など様々な影響を受ける。伝送過程において電気信号としての品質を保つため、受信した電気信号を復元する機能を持っており、『リタイミング機能』と呼ぶ。
- プリアンブル再生機能

通信中のフレームには、プリアンブルと呼ばれる7バイトの1と0の連続が先頭に付加されケーブル内を流れるが、このプリアンブルも伝送過程において、ビットロスなどの現象が発生する場合がある。このプリアンブルを元の状態に戻す機能を、『プリアンブル再生機能』と呼ぶ。

## ハブの動作
ハブは前述のような機能を持っているが、通信における動作としては以下のような動作を行う。
1. 受信
2. リタイミング/プリアンブル再生
3. 受信インターフェース以外のインターフェースに電気信号をコピー
4. 送信

## イーサネットにおけるハブの欠点
スイッチング機能を持たないハブは、一方から入力されたデータ自体には一切関知せず、信号を電気的に増幅し全Portに流すものである。これは、ツイストペアケーブルではなく同軸ケーブルを利用する古いイーサネット規格、10BASE5、10BASE2の基線にあたるケーブル、バスを単に機器に置き換え集線するようにしたものである。（そのため、多くのイーサネット規格は現在でもバス型論理トポロジを持つ）
しかし、それでは電気信号の衝突（コリジョン）が発生し、電気信号の波形が崩れ通信フレームが破壊される現象が多発する。
このような衝突が起こる範囲を「コリジョンドメイン（衝突ドメイン）」というが、ハブでは全Portがこの範囲となる。ハブ配下の通信ノードが増えると、それだけコリジョンの発生確率も増えるため、ネットワークの利用効率が低下する。
また、ハブ同士を接続するカスケード接続では、カスケードの段数が増えると通信の遅延が増加し衝突（コリジョン）を認識できなくなるため、10BASE-Tで4段、100BASE-TXで2段という制限がある。

## スイッチング・ハブ
ハブの短所を補うために、MACアドレスを解釈し、適切なあて先のみにデータを送信する機能をもつブリッジ、通常はその機能を持つハブ、スイッチング・ハブを利用する。スイッチング・ハブ同士のカスケード接続は理論上無制限となるが、最大でも7段程度が理想的とされている。
スイッチング・ハブは「L2スイッチ」や「レイヤー2スイッチング・ハブ」、「LANスイッチ」とも呼ばれる場合が多く、従来の名称である「スイッチング・ハブ」とだけ呼ばれる場合は少なくなってきている。
また、SNMPに対応していないスイッチング・ハブは「ノンインテリジェント・L2スイッチ」、SNMPに対応しているスイッチング・ハブは「インテリジェント・スイッチ」や「インテリジェントL2スイッチング・ハブ」と呼ばれることが多い。
スイッチング・ハブの発売当初は非常に高価であったが、現在ではリピータ・ハブよりも有用で安価に手に入ることからリピータ・ハブからの乗り換えが進み、リピータ・ハブが利用される場面が少なくなっている。
現在でも、リピータ・ハブをパケットキャプチャ等を目的としてネットワークの状態管理に使用することがある。「ポートミラーリング機能つきのスイッチング・ハブ」も同様の用途に使用できるが、パケットの内容にエラーがあればキャプチャできないので、単純に分配するだけの「リピータ・ハブ」の方が確実である。

### L2スイッチング・ハブの種別
L2スイッチは大きく3つのタイプに分けられる
- シャーシ型
- BOX型インテリジェント・タイプ
- BOX型ノン・インテリジェント・タイプ

シャーシ型
シャーシ型はデータセンターなどで使われ、L2スイッチの薄い本体が何枚もラック（シャーシ）に収納されて、多数のサーバーを束ねる。SNMP、高速経路切替、電源冗長、他多数をサポートする。価格：数十万円〜
BOX型インテリジェント・タイプ
BOX型インテリジェント・タイプの「インテリジェント」とは主にSNMPの管理機能が備わっていることを指す。筐体が丈夫に出来ており放熱も考慮されている。管理者がLANを効率的で安定的に運用出来るようにSNMP、ユーザー認証、各種VLAN、フィルタリング、PoE、スパニング・ツリー 等をサポートする。19インチラックに収まるものもあり、このグループの上位ではシャーシ型との明確な差が付けられない。価格：数万円〜
BOX型ノン・インテリジェント・タイプ
BOX型ノン・インテリジェント・タイプは一番廉価でスイッチング機能提供する。SNMPの管理機能が備わっていない。オートネゴシエーション、AutoMDI/MDI-X機能、一部の機種ではポートVLANやリンク・アグリゲーションもサポートするものがある。上位機に比べてポート数が比較的少ない。電源アダプタが外付けのものがある。価格：数千円〜
レイヤー2スイッチはレイヤー3スイッチ（L3スイッチ）と外観が似ており、ネットワーク内で使用される場所も一部は重なるが、L3スイッチはルーターのようにIPアドレスに応じて中継を行うので、MACアドレスによって中継を行うL2スイッチとは違っている。

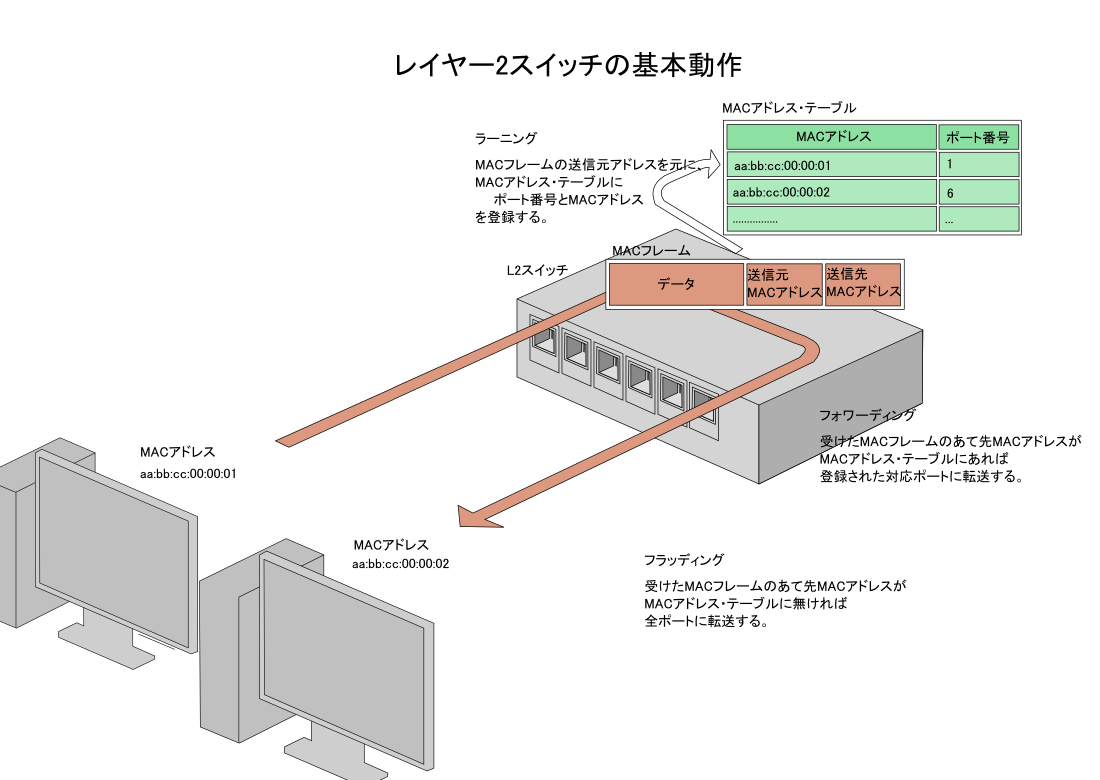

### L2スイッチの3つの機能
L2スイッチは3つの機能を持つ。
- 端末をLANに収容
- MACアドレス・テーブルを作成
- MACフレームを転送

端末をLANに収容
コンピュータなどの端末がL2スイッチに接続された時にオート・ネゴシエーションによってお互いの接続条件を確認して最適の接続条件を設定する。これによってこの端末がLANネットワークに接続される。
- 通信速度 10M/100M/1G/10G
- 通信モード 半二重/全二重
- ケーブル ストレート/クロス （AutoMDI/MDI-X機能）

MACアドレス・テーブルを作成
1）ラーニング：L2スイッチはMACフレームを受け取るとその送信元MACアドレスから、そのポートのMACアドレスをMACアドレス・テーブルに記憶する。
MACフレームを転送
2）フォーワーディング：受け取ったMACフレームの送り先MACアドレスがMACアドレス・テーブルにあれば、該当するポートへMACフレームを転送する
3）フラッディング：受け取ったMACフレームの送り先MACアドレスがMACアドレス・テーブルに無い場合やブロードキャスト・アドレスの場合はMACフレームを全てのポートに転送する。
ブロードキャスト出来る範囲をブロードキャスト・ドメインと呼び、ルーター・ネットから見たサブネットの範囲になる。

### ストアー＆フォワード方式とカットスルー方式
2007年現在のL2スイッチは、受信フレームからMACアドレスを読み込む内部処理タイミングの違いによって、ストアー＆フォワード方式とカットスルー方式に分けられる。
ストアー＆フォワード方式
一般的な方式。受信フレームをすべて内部メモリー内の受信フレーム・バッファに蓄えてからイーサネット・ヘッダーを読み込む方式。内部処理のタイミングが受信状態に縛られないため設計が楽になる。5μSec程度の内部遅延がかかる。
カットスルー方式
受信フレームは内部メモリー内の受信フレーム・バッファに蓄えながらから、同時にイーサネット・ヘッダーの読み込みを平行して行い、送り先が決定できれば、フレームの受信途中でも直ちに受信フレーム・バッファにあるフレームの頭から転送を開始する方式。L2スイッチの内部処理にかかる遅延を最小限に出来るため、例えば300nSec程度の内部遅延におさえられる。
特にクラスタリングやストレージ・ネットワーク等での「インターコネクト」用途では遅延を抑える必要があるため、10ギガビット・イーサネット等による高速転送でのカットスルー方式が用いられる。

### ソフトウェアによって実現する仮想スイッチングハブ
VPNやVMのために、スイッチングハブの機能をソフトウェアによって仮想化し、仮想ハブを実現する手法がある。